# Покстинский могильник
По́кстинский моги́льник — археологический памятник, древнерусский могильник XII-XV веков. Могильник входит в состав древнерусского комплекса Покста (который, помимо могильника, включает ещё поселение Покста II). Выделяется среди прочих предположительным наличием кладбищенской церкви. Располагается на реке Пижме.

Реконструкция могильника и кладбищенской церкви (по Л. Д. Макарову)

Могильник исследовался М. В. Талицким, в 1929 году вскрывшим 1 погребение, Н. А. Лещинской, вскрывшей в 1985 году 16 могил, и Л. Д. Макаровым, вскрывшим в 1987 и 1988 годах 69 захоронений. Погребения в основном безынвентарные и отражают православный обряд захоронения. Встречаются, однако, и языческие пережитки — об этом, например, говорит обнаружение углей, керамики и кальцинированных костей в засыпи могил. Ориентация погребений — прозападная (головой на запад). В центре могильника, на свободном от погребений участке (7 × 4 м), была выявлена подпрямоугольная западина (2 × 1,4 × 0,5 м), оставшаяся, возможно, от подпола. В ней была обнаружена упавшая печина от глинобитной печи, а к северу и югу от центральной площадки располагались три канавки от изгородей, также не нарушенных могилами. Как полагает Л. Д. Макаров, это, судя по всему, остатки теплой кладбищенской церкви, возведенной на месте древнерусского селища XIII — первой половины XIV веков и существовавшей вместе с кладбищем во второй половине XIV-XV веков. Данный вывод тем более вероятен, что канавки от окружающей постройку изгороди не нарушены могильными ямами, хотя они и расположены достаточно густо, что говорит в пользу их одновременного существования на протяжении определённого промежутка времени. Возможно, на могильнике Покста продолжало хоронить своих покойных то же население, что оставило и Еманаевский могильник.